# أليخاندرو رومان
أليخاندرو رومان (بالإسبانية: Alejandro Román) هو ملحن إسباني، ولد في 1971.

## وصلات خارجية
- أليخاندرو رومان على موقع IMDb (الإنجليزية)
- أليخاندرو رومان على موقع ميوزك برينز (الإنجليزية)
- أليخاندرو رومان على موقع قاعدة بيانات الفيلم (الإنجليزية)